# Shromáždění republiky (Portugalsko)
Shromáždění republiky (portugalsky: Assembleia da República) je jednokomorový parlament Portugalské republiky.
Sídlo má v Lisabonu v Paláci Svatého Benedikta, bývalém benediktinském klášteře. Palác je sídlem portugalských parlamentů od roku 1834. Shromáždění má 230 poslanců. Před rokem 1989 to bylo 250 poslanců, ale ústavní reformy v tom roce snížily počet na 180 až 230. Členové jsou voleni lidovým hlasováním na čtyřleté volební období ve dvaadvaceti volebních obvodech země. Volební obvody se velmi liší velikostí – lisabonský obvod má 48 zástupců, obvod Portalegre jen dva. Dva z těchto obvodů zastupují autonomní oblasti Azory a Madeira. Další dva Portugalce žijící mimo Portugalsko (jeden Evropu a jeden zbytek světa). Podle ústavy zastupují členové shromáždění celou zemi, nikoli volební obvod, za který jsou zvoleni. Volí se na principu poměrného zastoupení, přepočet využívá D'Hondtovy metody.[zdroj?] Poslanci jsou poměrně závislí na svých politických stranách, k čemuž přispívá i ustanovení, že jednotlivý poslanec musí svůj návrh nejprve předložit svému stranickému klubu a zde musí být tento návrh schválen, než se dostane na plénum.[zdroj?] V portugalské ceremoniální hierarchii je předseda Shromáždění druhý po prezidentovi a v případě prezidentovy indispozice ho také zastupuje. Shromáždění jmenuje členy důležitých státních institucí, například deset ze třinácti členů Ústavního soudu a sedm ze šestnácti členů Státní rady.